# انجی (ترانه)
«انجی» (به انگلیسی: Angie) ترانه‌ای از گروه موسیقی رولینگ استونز است که ۲۰ اوت ۱۹۷۳ در آلبوم سوپ کلهٔ بز (Goats Head Soup) منتشر شد. گفته می‌شود ترانه دربارهٔ انجی بویی، همسر دیوید بویی، یا آنجلا، دختر کیت ریچاردز بوده‌است.
این تک‌آهنگ در چارت‌های ایالات متحده، فلاندرز، سوئیس، نروژ، در رتبهٔ اول و در چارت‌های بریتانیا و اتریش جزو ده ترانهٔ اول قرار گرفت.